# Hope van Dyne
Hope van Dyne, ook wel bekend onder haar superheldennaam Wasp, is een fictieve superheldin uit de strips van Marvel Comics. Ze kwam voor het eerst voor in A-Next #7 (april 1999) en werd bedacht door Tom DeFalco en Ron Frenz. Wasp is een superheldin die met behulp van krimpen en groeien de misdaad bestrijd.
De Nederlandse stem van Hope van Dyne wordt ingesproken door Nicoline Pouwer, voorheen was dit Marlies Somers.

## Biografie
Hope van Dyne is de dochter van Hendry Pym en Janet van Dyne. Toen Darren Cross haar vader aanviel met een zelf ontworpen pantser, hielp Hope haar vader om Scott Lang in te huren en haalde hem over de nieuwe Ant-Man te worden. Nadat Cross verslagen was, kreeg Hope van haar vader een Wasp-pak dat haar moeder ooit gebruikt had. Sindsdien bestrijdt ze de misdaad met haar pak.

## In andere media

### Marvel Cinematic Universe
Sinds 2015 verschijnt Hope van Dyne in het Marvel Cinematic Universe waarin ze wordt vertolkt door Evangeline Lilly, en een jongere versie door Madeleine McGraw. In het Marvel Cinematic Universe werkt Hope voor Darren Cross die een het bedrijf van Hank Pym heeft overgenomen. Cross wil een nieuw pak maken die kan krimpen en groeien aan de hand van Pym-deeltjes. Hope's vader huurt Scott Lang in om in het oude Ant-Man pak Cross tegen te houden. Hierbij krijgt Scott training van Hope. Nadat Cross is verslagen krijgt Hope het oude pak van haar moeder. Omdat Scott Lang huisarrest heeft gekregen voor het helpen van Captain America moeten Hope en haar vader zich verstoppen voor de overheid omdat ze Scott ooit geholpen hebben. Tijdens het vluchten voor de overheid komen Hope en haar vader er achter dat haar Janet van Dyne nog steeds leeft in Quantum Realm. Na het verslaan van Ghost halen Scott, Hope en Hank Janet van Dyne uit de Quantum Realm en beginnen verschillende experimenten uit te voeren. Doordat Thanos de helft van alle levende wezens had vermoord gingen Hope en haar ouders dood. Vijf jaar later halen The Avengers alle overleden personen terug en vecht Hope samen met de Avengers tegen Thanos en verslaan hem. Hope van Dyne komt voor in de volgende films en serie:
- Ant-Man (2015)
- Ant-Man and the Wasp (2018)
- Avengers: Endgame (2019)
- What If...? (2021-2023) (stem) (Disney+)
- Ant-Man and the Wasp: Quantumania (2023)

### Televisieseries
Hope van Dyne verschijnt in de televisieserie Avengers Assemble als de Wasp.